# Lijst van beschermd erfgoed in Villers-le-Bouillet
Onderstaande tabel geeft een overzicht van de beschermde erfgoederen in de gemeente Villers-le-Bouillet. Het beschermd erfgoed maakt deel uit van het cultureel erfgoed in België.
| Object                                         | Bouwjaar/architect | Deelgemeente | Adres            | Coördinaten                   | Nummer?                | Afbeelding                                     |
| ---------------------------------------------- | ------------------ | ------------ | ---------------- | ----------------------------- | ---------------------- | ---------------------------------------------- |
| Iep, genaamd la Bourlotte en drie eiken        |                    |              |                  | 50° 36' 7" NB, 5° 15' 4" OL   | 61068-CLT-0003-01 Info |                                                |
| Tumulus van Vaux, de tumulus en omgeving       |                    |              | rue Les Waleffes | 50° 37' 15" NB, 5° 13' 49" OL | 61068-CLT-0004-01 Info | Tumulus van Vaux, de tumulus en omgeving       |
| Tumulus van Oultremont                         |                    |              | rue Roua         | 50° 35' 2" NB, 5° 13' 10" OL  | 61068-CLT-0007-01 Info | Tumulus van Oultremont                         |
| Tumulus van Vaux, de archeologische site       |                    |              |                  | 50° 37' 15" NB, 5° 13' 49" OL | 61068-PEX-0001-01 Info | Tumulus van Vaux, de archeologische site       |
| Tumulus van Oultremont, de archeologische site |                    |              |                  | 50° 35' 2" NB, 5° 13' 10" OL  | 61068-PEX-0002-01 Info | Tumulus van Oultremont, de archeologische site |